# スキティア (小惑星)
スキティア (1306 Scythia) は、小惑星帯に位置する小惑星の一つ。ソ連の天文学者、グリゴリー・ニコラエヴィチ・ネウイミンによってシメイズ天文台で発見された。
紀元前に南ウクライナを中心に活動していた世界最古の遊牧騎馬民族国家、スキタイに因んで名付けられた。